# Publius Sempronius Sophus (Konsul 304 v. Chr.)
Publius Sempronius Sophus ist das älteste bekannte Mitglied des seither nur als plebejisch bezeugten römischen Geschlechts der Sempronier. Er wurde 304 v. Chr. Konsul und 300 v. Chr. Zensor.

## Abstammung und frühe Laufbahn
Der Vater von Publius Sempronius Sophus führte ebenfalls das Praenomen Publius, während sein Großvater den Vornamen Gaius hatte.
Erstmals ist Sophus 310 v. Chr. als Volkstribun bezeugt, als er den berühmten Zensor Appius Claudius Caecus vergeblich zum Rücktritt zwingen wollte, weil dieser sein Amt nicht wie gesetzlich vorgesehen nach 18 Monaten zurücklegte. Die große Rede, die Titus Livius Sophus bei dieser Gelegenheit in den Mund legt, wurde von dem römischen Historiker frei erfunden.

## Konsulat
Zum Konsul wurde Sophus gemeinsam mit Publius Sulpicius Saverrio 304 v. Chr. gewählt. Damals wurde das Ende des Zweiten Samnitenkrieges durch den Abschluss eines Friedens besiegelt. Es schloss sich ein kurzer Krieg gegen die schon lange mit den Römern verfeindeten Aequer an, wobei dieses Volk endgültig unterworfen wurde. Über diesen Feldzug liegt außer dem ausführlichen Bericht des Livius auch eine kurze Darstellung des sizilianischen Historikers Diodor vor, dessen knappe Erwähnungen von Ereignissen der älteren römischen Republik von den meisten Forschern als sehr glaubwürdig eingeschätzt werden, da er sich offenbar auf einen älteren und glaubwürdigeren Gewährsmann als Livius stützte. Historisch relativ wertlos sind Livius’ Angaben über den Ausbruch des Krieges gegen die Aequer sowie den anfänglichen Verlauf dieses Feldzuges. Laut diesem Bericht sollen die Aequer ihr Lager der von beiden Konsuln geführten römischen Armee kampflos überlassen und sich zur Verteidigung in ihre Städte zurückgezogen haben. Glaubwürdig ist hingegen Livius’ weitere, von Diodors Angaben nur unwesentlich abweichende Darstellung, dass die Römer 31 (laut Diodor 40) Orte der Aequer in nur 50 Tagen zerstörten und dieses Volk fast ausrotteten, dass anschließend ein Triumph über den besiegten Stamm abgehalten wurde und nun die Marser, Marruciner und Paeligner zu römischen Bundesgenossen wurden. Livius schreibt den Krieg und Triumph über die Aequer beiden Konsuln zu, Diodor hingegen nur Sophus. Die Triumphalakten gehen in diesem Punkt mit Diodor konform, geben die Kriegsdauer ebenfalls mit 50 Tage an und ordnen dem anderen Konsul Sulpicius Saverrio einen Triumph über die Samniten zu.
Damit kann der wahrscheinliche Ablauf der militärischen Operationen des Jahres 304 v. Chr. folgendermaßen rekonstruiert werden: Beide Konsuln wurden mit dem Kampf gegen die Samniten beauftragt, der jedoch infolge des Friedensschlusses unterblieb; danach zog Sophus mit einem Teil der Armee gegen die Aequer und unterwarf sie, während sein Amtskollege in Samnium verweilte und angrenzend wohnende Gebirgsstämme befehdete. Insgesamt sind die kriegerischen Aktivitäten der beiden Konsuln von 304 v. Chr. zuverlässiger als sonst in dieser frühen Epoche der römischen Geschichte überliefert.

## Zensur und weitere Ämter
Nachdem die den Plebejern Zulassung zu den Priesterkollegien gewährende Lex Ogulnia 300 v. Chr. verabschiedet worden war, gehörte Sophus noch im gleichen Jahr zu den ersten Plebejern, die in den Kreis der Pontifices aufgenommen wurden. Gleichzeitig wurde er mit seinem Konsulatskollegen Zensor und erweiterte die römischen Tribus um die Aniensis und die Terentina. Als sich mehrere Völker wie die Etrusker, Gallier und Samniten zu einem Bündnis gegen die Römer zusammenschlossen (296 v. Chr.), übernahm er als Prätor die Organisation der Verteidigung Roms. Er sollte auch jene Triumvirn bestimmen, die Kolonien in Minturnae und Sinuessa anzulegen hatten.

## Juristische Tätigkeit
Der im 2. Jahrhundert n. Chr. lebende römische Jurist Sextus Pomponius charakterisiert Sophus in einem in den Digesten des oströmischen Kaisers Justinian I. auszugsweise überlieferten Werk als ausgezeichneten Rechtsexperten, wovon er auch sein Cognomen erhalten haben soll. Diese Behauptung, dass Sophus exzellente juristische Kenntnisse besaß, dürfte glaubhaft sein, weil während seines Konsulats (304 v. Chr.) der Sekretär des Zensors Claudius Caecus, Gnaeus Flavius, als kurulischer Ädil für die römische Rechtsgeschichte wegweisende Maßnahmen traf und weil gerade damals die Pontifices (deren Mitglied Sophus 300 v. Chr. wurde, s. o.) bedeutsame Akzente für die Rechtsentwicklung setzten. Es sind aber keinerlei Details von Sophus’ juristischen Aktivitäten bekannt.